# إكمال تلقائي

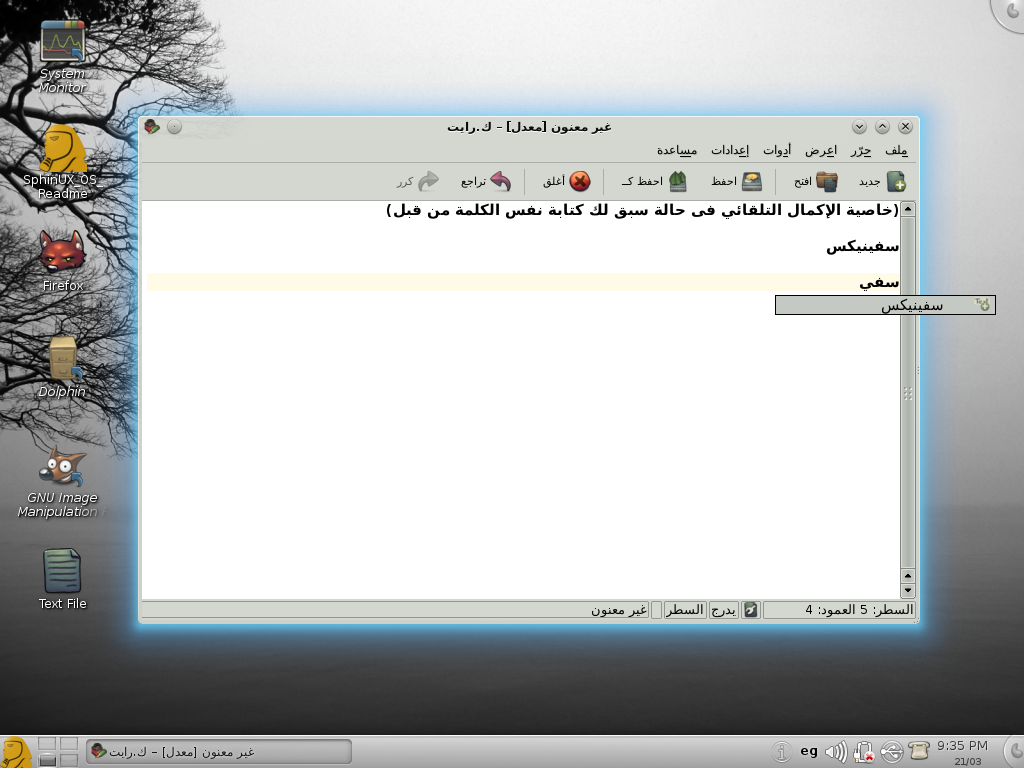
محرر نصوص به خاصية الإكمال التلقائي

الإكمال التلقائي (بالإنجليزية: Autocomplete)‏ هي ميزة تقدمها العديد من البرامج مثل متصفحات الويب، وبرامج البريد الإلكتروني، وواجهات محرك بحث، ومحررات الكود المصدري، وأدوات استعلام قواعد البيانات، ومعالجات الكلمات، ومفسري سطر الأوامر. يتضمن الإكمال الذاتي برنامج لتنبؤ كلمة أو عبارة يريد المستخدم كتابتها دون أن يكمل كتابتها بالفعل. تعتبر هذه الميزة فعالة عندما يكون من السهل التنبؤ بكتابة كلمة استنادا إلى ما تم كتابته بالفعل، مثل عندما يكون هناك عدد محدود من الكلمات الشائع استخدامها أو المحتملة (كما هو الحال في برامج بريد إلكتروني، ومتصفحات الويب، أو مفسري سطر الأوامر)، أو عند تعديل نص مكتوب في غاية التنظيم، ويسهل تنبؤ لغته (كما في محررات الكود المصدري). الإكمال الذاتي يسرع التفاعل بين الإنسان والكمبيوتر في البيئات المناسب فيها بشكل جيد. غالبا ما يتم تمكين سمات الإكمال الذاتي افتراضيا، وقد يؤدي تعطيله أو إلغاؤه

## في متصفحات الويب
يتم عمل الإكمال الذاتي في متصفحات ويب في شريط العنوان (باستخدام عناصر من تاريخ المتصفح)، وفي مربعات النص على الصفحات المستخدمة بشكل متكرر مثل مربع البحث الخاص بـ محرك بحث. يكون الإكمال الذاتي لعناوين الويب مريح بصفة خاصة لأن العناوين كاملة غالبا ما تكون طويلة وصعب كتابتها بشكل صحيح.

## في برامج البريد الإلكتروني
يستخدم الإكمال الذاتي عادة في برامج البريد الإلكتروني لملء عناوين البريد الإلكتروني للمستقبلين المرتقبين. يوجد عدد صغير عموما من عناوين البريد الإلكتروني المستخدمة بشكل متكرر، وبالتالي فمن السهل نسبيا استخدام الإكمال الذاتي للاختيار من بينهم، فعناوين الويب، وعناوين البريد الإلكتروني غالبا ما تكون طويلة، لذلك تكون كتابتها بشكل كامل غير مريحة.
على سبيل المثال،
- مايكروسوفت أوت لوك اكسبرس يجد العناوين استنادا إلى الاسم المستخدم في دفتر العناوين. جيميل التابع لـ جوجل يجد العناوين من خلال أي مجموعة موجودة في العنوان أو اسم مخزن.
- BBDB يعمل [1] في ايماكس.

## في محركات البحث
تقوم خواص واجهة المستخدم للإكمال الذاتي في محركات البحث بتزويد المستخدمين بالاستعلامات أو النتائج المقترحة بينما يكتبون استفسارهم في مربع البحث، وهذا ما يطلق عليه عموما أيضا اقتراح ذاتي أو بحث إضافي. هذا النوع من البحث يعتمد غالبا على مطابقة مناهج حساب تتغاضي عن أخطاء في الإدخال مثل الحسابات الصوتية، أو حسابات ليفينشتاين المستقلة اللغة. ويظل التحدي هو البحث في الفهارس الكبيرة أو قوائم الاستعلام الشائعة ضمن أجزاء قليلة من الثانية بحيث يرى المستخدم النتائج سريعا أثناء الكتابة.

## في محررات الكود المصدري
يعرف الإكمال الذاتي للكود المصدري أيضا بـ إكمال الكود. يتم تبسيط الإكمال الذاتي بصورة كبيرة في محرر الكود المصدري بالتركيب المنتظم لـ لغات البرمجة. لا يوجد هناك عادة سوى عدد محدود من الكلمات ذات المعني في السياق الحالي أو مساحة الاسم، مثل أسماء المتغيرات والدوال. يعد تصميم إنتليسنس التابع لـ مايكروسوفت مثالا على إكمال الكود، حيث يتضمن عرض قائمة منبثقة سريعة عن الإكمالات الممكنة للبادئة المدخلة حاليا حتي تسمح للمستخدم باختيار التكملة الصحيحة. يكون ذلك مفيد بشكل خاص في برمجة كائنية التوجه لأن المبرمج في كثير من الأحيان لا يعرف بالتحديد العناصر في صنف معين، لذلك يعمل الإكمال الذاتي كشكل للتوثيق المناسب، وكذلك كأسلوب إدخال. توجد ميزة أخرى مفيدة للإكمال الذاتي للكود المصدري هي أنه يشجع على استخدام المبرمجين لأسماء متغيرات أكثر وصفية لفترة أطول بدمج الأحرف الكبيرة والصغيرة (كاميل كيس)، مما يجعل الكود المصدري مقروء أكثر. يمكن لكتابة الكلمات الكبيرة ذات العديد من الحروف المدمجة مثل " numberOfWordsPerParagraph " أن يكون صعبا، ولكن الإكمال الذاتي يسمح للفرد باستكمال كتابة الكلمة مستخدما جزء من ضغطة مفتاح.

## في أدوات استعلام قواعد البيانات
يقوم الإكمال الذاتي في أدوات استعلام قواعد البيانات بالسماح للمستخدم بالإكمال الذاتي لكل من أسماء الجدول في بيان إس كيو إل، وأسماء الأعمدة للجداول المشار إليها في بيان إس كيو إل. عند كتابة النص في محرر، يدل سياق المؤشر ضمن بيان إس كيو إل ما إذا كان المستخدم يحتاج إلى إكمال جدول أو عمود في الجدول. إن إكمال الجدول يوفر قائمة بالجداول المتاحة في مزود قاعدة البيانات المتصل بها المستخدم. استكمال العمود يقدم قائمة من الأعمدة فقط للجداول المشار إليها في بيان إس كيو إل. أكوا داتا استوديو واستوديو إدارة مزود خدمة إس كيو إل هي التطبيقات التي توفر الإكمال الذاتي في أدوات الاستعلام.

## في معالج كلمات
يقلل الإكمال الذاتي في كثير من برامج معالج كلمات من مقدار الوقت المستهلك في كتابة كلمات وعبارات مكررة، وتجمع مواد المصدر للإكمال الذاتي إما من بقية المستند الحالي أو من قائمة الكلمات الشائعة التي يحددها المستخدم. إن برامج ومواقع حالية مثل أوبن أوفيس.أورج، وستاراوفيس، ومايكروسوفت أوفيس، وكي أوفيس تتضمن تقديم الدعم لهذا النوع من الإكمال الذاتي كما تفعل برامج تحرير النصوص المتقدمة مثل إيماكس، وفيم.

## في مفسري سطر الأوامر
المقال الرئيسي: إكمال سطر الأوامر
في مفسري سطر الأوامر مثل إس إتش أو باش التابعين لـ يونيكس، أو موجه الأوامر التابع لـ ويندوز، أو باورشل، أو في واجهات سطر الأوامر المماثلة؛ يمكن تنفيذ الإكمال الذاتي لأسماء الأوامر والملفات عن طريق الحفاظ علي مسار لجميع أسماء الأشياء المحتملة التي يمكن للمستخدم الوصول لها. يتم الإكمال الذاتي هنا عادة عن طريق الضغط على مفتاح التبويب Tab ⇆ بعد كتابة الأحرف الأولى للكلمة. على سبيل المثال إذا كان الملف الوحيد في الدليل الحالي الذي يبدأ بـ x هو xLongFileName، قد يفضل المستخدم كتابة x ثم يستخدم الإكمال الذاتي لتكملة الاسم. إذا كان هناك اسم ملف أو أمر آخر يبدأ بـ x في نفس النطاق، قد يكتب المستخدم حروف أكثر، أو يضغط على مفتاح Tab بشكل متكرر لاختيار النص المناسب.
الأدوات المستقلة
لا يستخدم هذا القسم استشهاد بأي مراجع أو مصادر.
```
برجاء المساعدة على تحسين هذا القسم بإضافة استشهادات لـ 
مصادر موثوقة
. قد يتم 
تعديل
 
وإزالة
 المواد غير محددة المصدر. (سبتمبر 2008)
```

توجد أدوات مستقلة تضيف وظائف مماثلة للتطبيقات الموجودة، وتقوم هذه البرامج بمراقبة ضربات المفاتيح بالنسبة للمستخدم، كما تكمل الكلمة على أساس أول الحروف المكتوبة.

## أدوات مماثلة
الاستبدال الذاتي هو سمة ذات صلة نسبيا تتضمن استبدال أوتوماتيكي لمجموعة خاصة بآخري عادة ما تكون أطول وأكثر صعوبة في الكتابة، مثل استبدال «اسمي» بـ «لي جون نيكولاي فرانسوا الرحمن». يمكن أن يقوم هذا أيضا بإصلاح الأخطاء البسيطة في الكتابة، مثل تحويل "teh" إلى" the ".

## وصلات خارجية
- A brief discussion on the history of code completion
- Live Search Explained—Examples and explanations of working web examples plus a discussion of the usability benefits compared to traditional search
- SuggestTree—An index structure for rank-ordered autocomplete suggestions
- A PhD thesis discussing efficient index structures for advanced autocompletion